# Ombgwe
Ombgwe (Shona), auch ombwe, auf Tshivenda khumbgwe, ist eine seltene Kombination einer Gefäßflöte (Fruchtschale) mit einer Längsflöte (Pflanzenrohr) bei den Shona und Kalanga in Simbabwe. Eine kürzere Version unter dem Namen khumbgwe spielten Kinder der Venda in der ersten Hälfte des 20. Jahrhunderts in Südafrika.

## Herkunft und Verbreitung

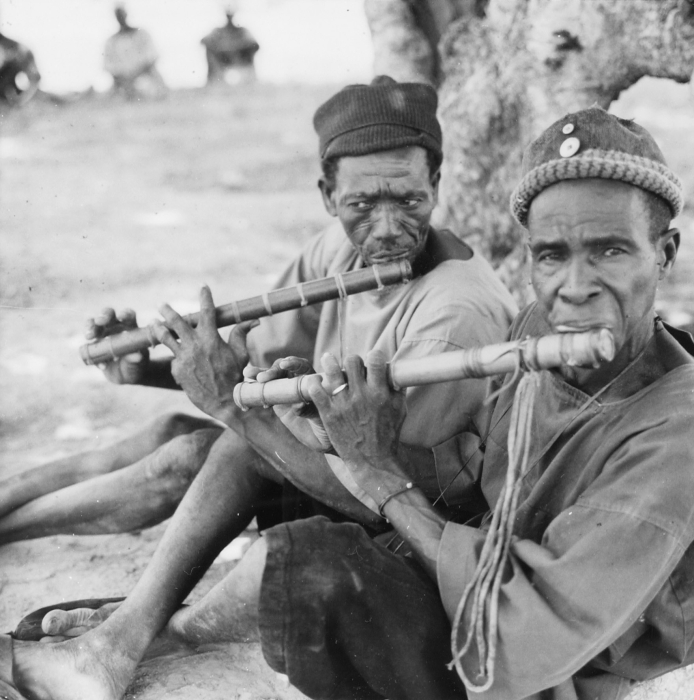
Zwei Sanan-Musiker in Burkina Faso spielen an beiden Enden geschlossene Querflöten. 1971/72

Bei einer Längsflöte wird in das obere Ende eines Rohrs geblasen, eine Querflöte wird durch eine seitliche Öffnung in einem Rohr angeblasen. Weitere Differenzierungen ergeben sich durch die Form der Anblaskante, wobei die Tonhöhe bei beiden Typen auf dieselbe Weise durch die Position der geöffneten oder geschlossenen Fingerlöcher und damit durch die Länge der schwingenden Luftsäule bestimmt wird. Dagegen hängt die Tonerzeugung bei Gefäßflöten nicht von der Position der Fingerlöcher, sondern von deren Anzahl und Größe ab. Beides sind unterschiedliche Flötentypen, deren Verbindung sehr ungewöhnlich ist.
Die seit dem Jungpaläolithikum und in fast allen Kulturen (mit Ausnahme der australischen Aborigines) bekannten Flöten sind häufig mit magischen Vorstellungen verbunden. Entweder gehören sie zu einer Jagdmagie oder sie werden als eine Art sprachliches Ausdrucksmittel aufgefasst (wie die Hirtenflöte kaval). Um den Victoriasee in Ostafrika ist die Vorstellung der Flöte als stimmliche Macht, die den vergöttlichten Herrscher am Leben hält, die Regen erzeugt, Sturm verhütet und den Milchfluss der Kühe anregt in der Tradition verankert. Noch umfangreicher sind die traditionellen magischen Vorstellungen von Flöten im südlichen Afrika. Die meisten Flöten im südlichen Afrika sind für nur eine Ethnie oder für benachbarte Ethnien charakteristisch und wurden für magische Zwecke oder anderweitig rituell verwendet.
Als entwicklungsgeschichtlich älteste Flöten gelten fingerlochlose Eintonflöten. Im südlichen Afrika waren Flöten früher weit verbreitet. Zwei sehr alte Formen, die beide unter dem Namen igemfe bekannt waren und im Verlauf des 20. Jahrhunderts verschwanden, sind eine fingerlochlose Kernspaltflöte und eine aus zwei unterschiedlich dicken Pflanzenröhren bestehende Querflöte. Ohne Fingerlöcher kommen auch Obertonflöten, etwa die umtshingo der Zulu aus, die wie alle Flöten überwiegend von Männern und Jungen beim Viehhüten – aber nur zu bestimmten Jahreszeiten – gespielt wurden. Bei den Venda verwendeten die Hirtenjungen verschiedene Pfeifen und Signalhörner (ähnlich dem Antilopenhorn phalaphala), eine Querflöte mit drei Fingerlöchern und Gefäßflöten, die sie häufig im Duett spielten. Die einfachste Pfeife (oder Eintonflöte) ist ein am unteren Ende durch einen Fruchtknoten geschlossenes Schilfrohr, dessen oberes offenes Ende auf die Zunge gelegt und angeblasen wird. Diese bei den Zulu und Xhosa impempe genannte Flöte bringt ausnahmsweise neben dem Grundton als Oberton die Duodezime hervor. 
Ähnliche Flöten wurden auch aus Tierhörnern und Knochen (lengwane, Ziegenknochen bei den Pedi; imbande, Vogelknochen bei den Zulu) und Tierhörnern angefertigt. Eine allgemeine Bezeichnung auf Nord-Sotho für überwiegend gedackte Flöten ist naka. Die Batswana bezeichnen so eine Vogelknochenflöte, die sie für Wahrsagungen und gegen Blitzeinschlag verwenden. Andere naka genannte Flöten im südlichen Afrika bestehen aus einem konischen Tierhorn.
Eine längere Obertonflöte der Zulu war die schräg an die Lippen gehaltene umtshingo, ebenso die lekolilo der Sotho. Der Spieler lenkte mit seiner gespitzten Zunge die Anblasluft gegen die obere Kante und konnte vom vierten bis zum zwölften Oberton mit geöffnetem oder geschlossenem unteren Ende zwei Tonreihen produzieren. 
Die einzige Gefäßflöte, die der Musikethnologe Percival R. Kirby in den ersten Jahrzehnten des 20. Jahrhunderts in Südafrika fand, war die shiwaya bei den Tsonga. Sie wurde aus der Fruchtschale einer Brechnuss der Arten Strychnos spinosa oder S. pungens (umgangssprachlich Kaffir orange oder monkey orange, auch Natal orange) hergestellt und besaß neben dem Anblasloch zwei unterschiedlich große Fingerlöcher. Vor dem Spiel musste die shiwaya gewässert werden und brachte dann vier Töne hervor. Eine weitere, bis dahin noch nicht in die Literatur eingegangene Gefäßflöte beschreibt John Blacking (1959). Die tshipotoliyo der Venda besteht ebenfalls aus Strychnos spinosa oder häufiger aus der kleineren Fruchtschale von Oncoba spinosa, deren Durchmesser etwa 5 Zentimeter beträgt. Im Duett spielende junge Viehhirten erzeugten mit zwei Zeigefingern über den beiden Grifflöchern vier Töne. Eine solche, hauptsächlich von Hirten gespielte Tsonga-Gefäßflöte aus Strychnos spinosa heißt auf Xitsonga rhonge.
Eine Gefäßflöte in Simbabwe aus einer Strychnos-Schale mit drei bis vier Grifflöchern ist die chigufe. Sie wird von Hirtenjungen, manchmal in einer Gruppe, zur Unterhaltung gespielt. Die Shona in Simbabwe nennen eine solche Gefäßflöte humbwe und die Chewa in Malawi chitoliro. Eine gewisse Ähnlichkeit mit der speziellen Form der ombgwe hat die Längsflöte oja in Nigeria. Sie besteht aus einem weiten Luftkanal und zwei gegenüberliegenden Grifflöchern im oberen Bereich, der in eine dünne zylindrische Röhre übergeht.
Zu den in Afrika seltenen Querflöten gehören in Ostafrika die Rohrflöte der Hirten ibirongwe mit vier Fingerlöchern, die Bambusflöten chivoti an der kenianischen Küste und mlanzi in Zentraltansania sowie die aus einem Pflanzenstängel ohne Fingerlöcher gefertigte ludaya. Es gibt des Weiteren Berichte über einige Querflöten in Zentral- und Westafrika. Die meisten dieser Flöten sind am unteren Ende offen. In Südafrika sind unter anderem von den Thonga (shitloti), Venda (tshitiringo) und Pedi (naka ya lethlaka) unterschiedlich lange Querflöten bekannt, die aus einem an beiden Enden durch einen Fruchtknoten geschlossenen Schilfrohr bestehen. Dieser Flötentyp besitzt drei, seltener zwei oder vier Grifflöcher am fernen Ende. Die tshitiringo mit drei Grifflöchern bringt mehrere Reihen von Obertönen hervor. Die umtshingosi der Swazi mit zwei oder drei Fingerlöchern ist am unteren Ende offen.

## Bauform und Spielweise

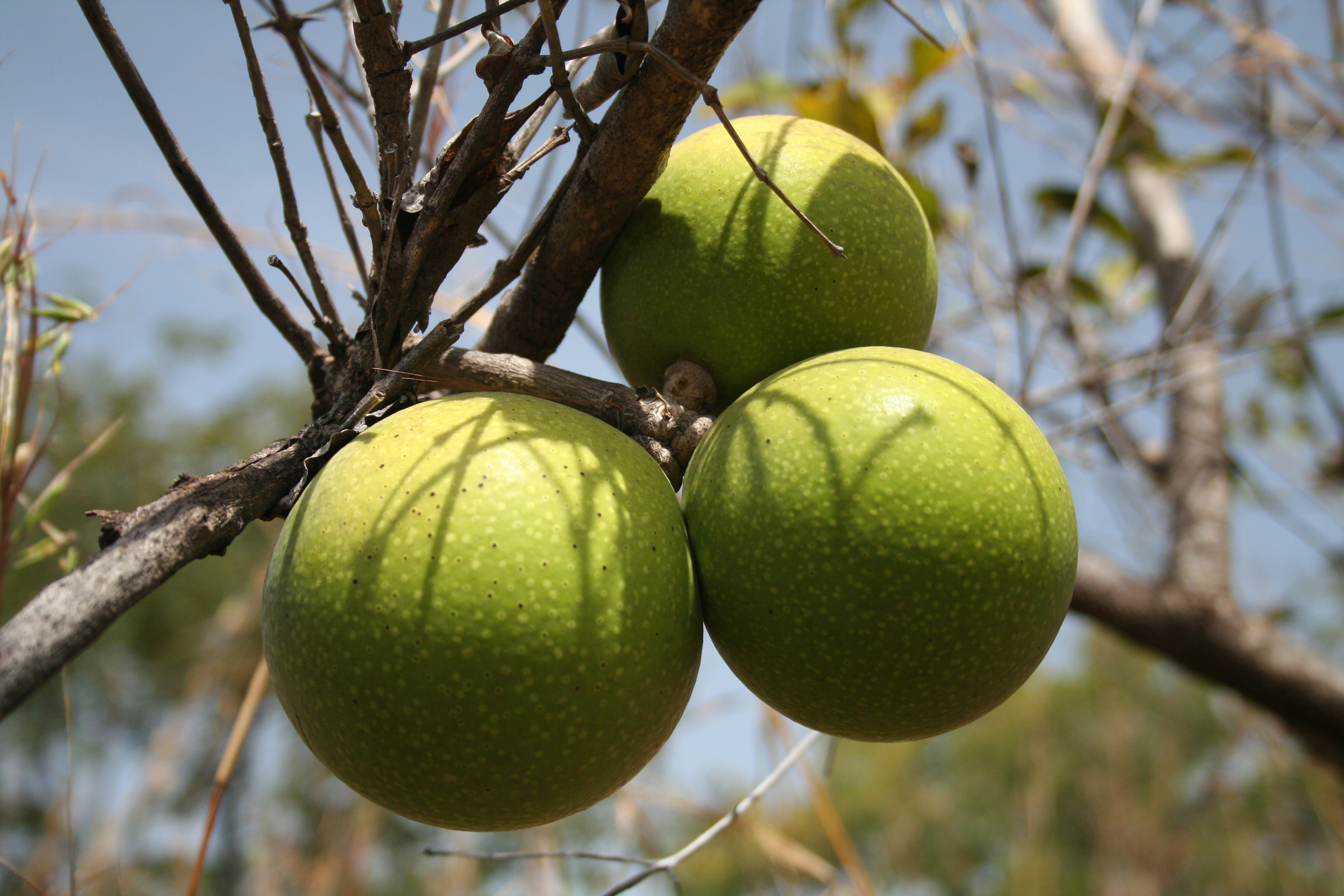
Frucht des bis zu 7 Meter hohen Baums Strychnos spinosa, die im südlichen Afrika für die Herstellung der ombgwe und anderer Gefäßflöten verwendet wird.

Die ombgwe der Shona und Kalanga in Simbabwe ist ein besonderer Flötentyp, der Form und musikalische Eigenschaften der Gefäßflöte shiwaya und der am unteren Ende geschlossenen Querflöte tshitiringo verbindet. Sie besteht aus einer kugelrunden Strychnos-Schale mit einer kreisrunden Anblasöffnung und einer weiteren Öffnung gegenüber, in die ein bei den Shona bis zu 50 Zentimeter langes Pflanzenrohr mit seinem offenen Ende gesteckt wird. Die Verbindungsstelle wird durch Bienenwachs oder Propolis abgedichtet. Das andere Ende des Rohrs ist durch einen Fruchtknoten verschlossen. Nahe am unteren geschlossenen Ende brennen die Shona zwei Grifflöcher in ihr längeres Rohr und die Venda drei in ihr mit rund 22 Zentimetern kürzeres Rohr ein.
In Simbabwe wird die ombgwe besonders im Distrikt Bikita der Provinz Masvingo von der dortigen Rozvi-Gemeinschaft der Shona gespielt. Bei den verwandten Venda in Simbabwe und in der südafrikanischen Provinz Limpopo heißt die kurze Flöte khumbgwe und bei den Chopi im südlichen Mosambik chigowilo. Die Chopi bezeichnen ansonsten mit chigowilo eine Strychnos-Gefäßflöte mit einem Anblasloch und zwei Fingerlöchern.
Junge Venda spielten nach Percival R. Kirbys Beschreibung von 1934 mit den wenigen Tönen ihrer kurzen Flöte einfache Melodiefolgen mit unsauberen Tönen. Die längere ombgwe der Shona wurde qualitativ besser hergestellt und die Spieltechnik war ausgereifter. Der Musiker sang, während er blies, einen Ton in die Flöte hinein, sodass die Töne im Intervallverhältnis einer Oktave oder Quinte oder einem Mehrfachen davon zueinander standen. So ergab sich aus den vier Tönen der Flöte und der Gesangsstimme eine einfache Form eines polyphonen Gesamtklangs. Die ombgwe produziert mit den zwei Grifflöchern die folgenden fünf Töne 1) g1 (oberes Griffloch geschlossen, unteres offen), 2) as1 (beide Grifflöcher offen oder oberes offen, unteres geschlossen), 3) b1 (beide geschlossen), 4) c2 (oberes geschlossen, unteres offen), 5) d2 (beide Grifflöcher offen). Der fünfte Ton ist schwierig zu erreichen und wird für die Melodiebildung nicht verwendet. Für den zweiten Ton sind verschiedene Griffpositionen möglich, der erste und vierte Ton entsteht mit derselben Griffposition. Der hörbare Flötenton ist vom eingesungenen Ton abhängig. Wird ein tiefes C gesungen, erklingt als Flötenton im Wechsel g und c, wird F eingesungen, erklingt bei derselben Griffposition nur c.
Die Möglichkeit, durch einen eingesungenen Ton den Flötenton zu verändern, wird im südlichen Afrika ähnlich bei den Panflöten (in Simbabwe ngororombe) angewandt. Der Alternativname chigufe für dieses Blasinstrument setzt sich entsprechend lautmalerisch aus gu für die gesungene und fe für die geblasene Note zusammen.